# 国家試験
国家試験（こっかしけん）とは、国家資格の取得または国家からの能力認定を受けるために、国または地方公共団体あるいはそれらの委託を受けた団体が行う試験である。
本稿では日本における国家試験の一覧を載せ、海外における国家試験や試験そのものに関する説明などは別項で行うこととする。

## 国家試験の一覧

### 内閣府関係

#### 国家公安委員会関連
- 運転免許試験（日本の運転免許も参照）
- 技能検定員審査
- 教習指導員審査
- 警備業務検定

#### 金融庁関連
- 公認会計士試験
- 貸金業務取扱主任者資格試験（2009年〜）

### 総務省関係
- 無線従事者国家試験（総通・海通・海特・航空通・航空特・陸技・陸特・アマ）
- 電気通信主任技術者試験
- 工事担任者試験
- 行政書士試験
- 危険物取扱者試験
- 消防設備士試験

### 法務省関係
- 司法試験（新司法試験・司法試験予備試験・旧司法試験）
- 司法書士試験
- 土地家屋調査士試験

### 財務省関係
- 税理士試験
- 通関士試験

### 文部科学省関係
- 技術士試験
- 教員資格認定試験
- 高等学校卒業程度認定試験
- 就学義務猶予免除者等の中学校卒業程度認定試験

### 厚生労働省関係

#### 医政局
- 医師国家試験
- 歯科医師国家試験
- 保健師国家試験
- 助産師国家試験
- 看護師国家試験
- 診療放射線技師国家試験
- 臨床検査技師国家試験
- 理学療法士国家試験
- 作業療法士国家試験
- 視能訓練士国家試験
- 臨床工学技士国家試験
- 義肢装具士国家試験
- 歯科衛生士国家試験
- 歯科技工士国家試験
- 救急救命士国家試験
- はり師試験
- きゅう師試験
- あん摩マッサージ指圧師試験
- 言語聴覚士国家試験
- 柔道整復師試験

#### 医薬局
- 薬剤師国家試験

#### 健康・生活衛生局
- 管理栄養士国家試験

#### 医薬・生活衛生局
- 建築物環境衛生管理技術者試験
- 給水装置工事主任技術者試験
- 理容師国家試験
- 美容師国家試験

#### 労働基準局
- 社会保険労務士試験
- クレーン・デリック運転士免許試験
- 移動式クレーン運転士免許試験
- 揚貨装置運転士免許試験
- 衛生管理者免許試験
- 発破技士免許試験
- ガス溶接作業主任者免許試験
- 高圧室内作業主任者免許試験
- 林業架線作業主任者免許試験
- ボイラー整備士免許試験
- ボイラー技士免許試験
- ボイラー溶接士免許試験
- エックス線作業主任者免許試験
- ガンマ線透過写真撮影作業主任者免許試験
- 潜水士免許試験
- 労働安全コンサルタント国家試験
- 労働衛生コンサルタント国家試験
- 作業環境測定士国家試験

#### 職業能力開発局
- 技能検定

#### 雇用均等・児童家庭局
- 保育士試験

#### 社会・援護局
- 社会福祉士国家試験
- 精神保健福祉士国家試験
- 介護福祉士国家試験
- 公認心理師国家試験

#### 都道府県
- 職業訓練指導員試験
- 調理師試験
- 製菓衛生師試験
- クリーニング師試験
- 毒物劇物取扱者試験

### 農林水産省関係
- 獣医師国家試験
- 土地改良換地士資格試験
- 普及指導員資格試験
- 林業普及指導員資格試験
- 水産業普及指導員資格試験
- 愛玩動物看護師国家試験

### 経済産業省関係
- 中小企業診断士試験
- 高圧ガス製造保安責任者試験
- 高圧ガス販売主任者試験
- 液化石油ガス設備士試験
- ガス主任技術者国家試験
- 火薬類製造保安責任者国家試験
- 火薬類取扱保安責任者国家試験
- ダム水路主任技術者国家試験
- ボイラー・タービン主任技術者国家試験
- 電気主任技術者国家試験（電験）
- 電気工事士国家試験
- 航空工場検査員国家試験
- エネルギー管理士国家試験
- 公害防止管理者等国家試験
- 採石業務管理者国家試験
- 砂利採取業務主任者国家試験
- 弁理士試験
- 計量士国家試験
- 情報処理技術者試験
  - ITパスポート試験（iパス）
  - 情報セキュリティマネジメント試験（SG）
  - 基本情報技術者試験（FE）
  - 応用情報技術者試験（AP）
  - 高度情報処理技術者試験
- 情報処理安全確保支援士（登録情報セキュリティスペシャリスト）試験
- 競輪選手資格検定
- 小型自動車競走選手資格検定

### 国土交通省関係
- 宅地建物取引士（宅建）資格試験
- 建築士試験
- 建築施工管理技術検定試験
- 土木施工管理技術検定試験
- 電気工事施工管理技術検定試験
- 管工事施工管理技術検定試験
- 造園施工管理技術検定試験
- 建設機械施工技術検定試験
- 動力車操縦者試験
- 水先人試験
- 船舶に乗り組む衛生管理者試験
- 船舶料理士登録試験
- 航空従事者（操縦士、整備士、通信士、機関士、航空士）技能証明
- 航空英語能力証明
- 計器飛行証明
- 操縦教育証明
- 自動車整備士国家試験
- 自動車検査員国家試験
- 不動産鑑定士試験
- 土地区画整理士国家試験
- マンション管理士国家試験
- 管理業務主任者国家試験
- 建築基準適合判定資格者国家試験
- 特殊建築物等調査資格者国家試験
- 昇降機検査資格者国家試験
- 建築設備検査資格者国家試験
- 浄化槽設備士国家試験
- 測量士国家試験
- 測量士補国家試験
- 海事代理士国家試験
- 海技従事者（海技士、小型船舶操縦士）国家試験
- 旅行業務取扱管理者国家試験
- 通訳案内士国家試験
- 気象予報士試験
- 整備管理者国家試験
- 運行管理者国家試験
- 油濁防止管理者国家試験
- 有害液体汚染防止管理者国家試験
- 競艇選手資格検定

### 環境省関係
- 臭気判定士試験
- 浄化槽管理士試験

#### 原子力規制委員会
- 核燃料取扱主任者国家試験
- 原子炉主任技術者国家試験
- 放射線取扱主任者国家試験